# Janet Simpson
Pour les articles homonymes, voir Simpson.
Janet Simpson, née le 2 septembre 1944 à Barnet (Angleterre), et morte d'une crise cardiaque le 14 mars 2010, est une athlète britannique spécialiste du relais 4 × 100 m. Elle est la fille de l'athlète Violet Webb.
Elle a remporté la médaille de bronze en relais 4 × 100 m aux Jeux olympiques d'été de 1964 avec ses compatriotes Mary Rand, Daphne Arden et Dorothy Hyman. Elle imitait ainsi sa mère Violet Webb qui avait remporté aussi le bronze dans le même événement aux Jeux olympiques d'été de 1932.
Aux Jeux olympiques d'été de 1968, elle terminait quatrième sur 400 m, manquant le bronze pour 22 centièmes.
Elle était aussi membre du relai britannique champion d'Europe sur le 4 × 400 m en 1969 à Athènes. À cette occasion, elle courait le troisième relais, en étant la plus rapide de son équipe (53 s 1) et prenant quinze mètres à la Française Éliane Jacq. Les autres membres de ce relais, qui établissait un nouveau record du monde en 3 min 30 s 82, étaient Rosemary Stirling, Pat Lowe et Lillian Board.
Elle se retira de l'athlétisme en 1969 mais revint aider le relais britannique à se classer cinquième sur 4 × 400 m aux Jeux olympiques d'été de 1972.
Elle s'est mariée avec l'athlète suisse Philippe Clerc, champion d'Europe du 200 m en 1969 à Athènes.

## Palmarès

### Jeux olympiques d'été
- Jeux olympiques d'été de 1964 à Tokyo ( Japon)
  - 7e sur 200 m
  -  Médaille de bronze en relais 4 × 100 m
- Jeux olympiques d'été de 1968 à Mexico ( Mexique)
  - 4e sur 400 m
  - 7e en relais 4 × 100 m
- Jeux olympiques d'été de 1972 à Munich ( Allemagne de l'Ouest)
  - éliminée en séries sur 400 m
  - 5e en relais 4 × 400 m

### Jeux du Commonwealth
- Jeux du Commonwealth de 1966 à Kingston ( Jamaïque)
  - éliminée en série sur 100 yd
  - 8e sur 220 yd
  -  Médaille d'argent en relais 4 × 110 yards

### Championnats d'Europe d'athlétisme
- Championnats d'Europe d'athlétisme de 1969 à Athènes ( Royaume de Grèce)
  - 7e sur 400 m
  -  Médaille d'or en relais 4 × 400 m